# LiLO-Linke Liste Mönchengladbach
Die Linke Liste Mönchengladbach ist eine Wählergruppe in Mönchengladbach. Sie wurde 1992 als Linke Liste Odenkirchen (LiLO) gegründet. Im Jahr 1994 trat die LiLO erstmals zu den Kommunalwahlen in Mönchengladbach an und erreichte 14,3 % der Wählerstimmen in ihrem Stadtbezirk. Zu den Kommunalwahlen 2004 wurde der Name geändert und die LiLO trat erstmals in allen 33 Wahlkreisen an.

## Geschichte
Rolf Flören zog 1989 für die DKP in die Bezirksvertretung Odenkirchen ein, doch schon wenig später kam es zum Bruch mit der Partei. Deswegen fanden sich 1992 Bürger aus verschiedenen politischen, ökologischen und kirchlichen Richtungen in Odenkirchen zusammen und gründeten das Wählerbündnis "Linke Liste Odenkirchen". Bei den Kommunalwahlen 1994 trat dieses Bündnis erstmals mit Rolf Flören, Helmut Schaper und Hannelore Heiden als Spitzenkandidaten an und erreichte zwei Sitze und den Fraktionsstatus in der Bezirksvertretung Odenkirchen. Bei der Kommunalwahl 1999 trat die LiLO wieder im Bezirk Odenkirchen an und konnte die zwei Plätze in der Bezirksvertretung erhalten. Zusätzlich gab es eine Kooperation mit Bündnis 90/Die Grünen, so dass Rolf Flören über deren Reserveliste im Zuge des Nachrückverfahrens im Januar 2002 als fraktionsloser in den Rat der Stadt einzog.
Der Name des Wahlbündnisses wurde 2004 in Linke Liste Mönchengladbach geändert unter Beibehaltung des Kürzel LiLO. Erstmals war die LiLO in ganz Mönchengladbach wählbar und erreiche 2,98 %, somit zwei Mandate für den Rat der Stadt. Die LiLO wird bei den Kommunalwahlen 2009 nicht mehr antreten. Die bisherigen Ratsherren der LiLO, Rolf Flören und Helmut Schaper, sind der Partei DIE LINKE. Mönchengladbach beigetreten, sitzen dort im Vorstand und kandidieren bei den Kommunalwahlen für die neue Partei. Obwohl die LiLO zunächst als Bündnis weiter bestehen bleiben sollte, hat sie sich inzwischen aufgelöst.

## Zeitung
Seit Gründung der LiLO wird als Nachfolger des Niers-Kuriers eine eigene Stadtteilzeitung unter dem eigenen Namen herausgegeben und kostenlos an die Haushalte in Odenkirchen verteilt. Im Herbst 2006 wurde diese Zeitung in einem Bündnis aus Linkem Forum Mönchengladbach und weiteren Einzelpersonen von Attac erstellt und um weitere Stadtteilausgaben (MG-City, Rheydt, Hochschule) erweitert die schon den Namen der erst im September 2007 gegründeten Partei DIE LINKE. Mönchengladbach hatten. In Odenkirchen lief die Zeitung bis Juli 2009 unter dem Namen LiLO und erschien im August 2009 erstmals als DIE LINKE.Zeitung. Die Auflage für alle Ausgaben zusammen liegt derzeit bei 20.000 Stück.

## Logo
Ein eindeutiges Logo wurde nie geschaffen, seit Mitte 2008 gibt es einen Banner mit dem Schriftzug "LiLO Linke Liste Mönchengladbach" der häufig Verwendung findet. Jedoch ist seit Anbeginn der LiLO eine Zeichnung von John Barrawasser einer jungen Frau mit Latzhose, strubbeligen Haaren und einer Brille, die ein Kreuz macht, Markenzeichen. Diese Figur findet in verschiedensten Variationen Verwendung.